# Aldeonte
Aldeonte è un comune spagnolo di 96 abitanti situato nella comunità autonoma di Castiglia e León.